# ألاغون
بلدية الغلون (بالإسبانية: Alagón) هي بلدية تقع في مقاطعة سرقسطة التابعة لمنطقة أراغون شمال شرق إسبانيا.

## الديموغرافيا
بلغ عدد سكان بلدية الغلون 7.112 نسمة عام 2011 (وفقاً للمعهد الوطني الإسباني للإحصاء).
| 5.595 | 5.616 | 5.749 | 6.187 | 6.547 | 7.195 | 7.112 |